# Massimo Storgato
Massimo Storgato (ur. 3 czerwca 1961 w Casale Monferrato) – włoski piłkarz, grający na pozycji obrońcy, trener piłkarski.

## Kariera piłkarska
Wychowanek Juventusu, w barwach którego w 1979 rozpoczął karierę piłkarską. W debiutanckim sezonie 1979/80 został wypożyczony do Atalanty. W następnym sezonie rozegrał tylko jeden mecz, ale zdobył mistrzostwo Włoch. Kolejny sezon 1981/82 spędził na zasadzie wypożyczenia w klubie Cesena. Potem wrócił do Turynu, ale nie był często powoływany do podstawowego składu mistrza Włoch i w 1983 przeszedł do Verony. Następnie występował w klubach Lazio, Udinese, Avellino, Cosenza, Alessandria, Pro Vercelli i Ivrea. W 1997 został piłkarzem Sangiustese, w którym po roku zakończył karierę piłkarską.

## Kariera trenerska
W 1996 jeszcze będąc piłkarzem rozpoczął pracę trenerską w Ivrea, a potem w Sangiustese. W sezonie 1998/99 ponownie stał na czele Ivrea. Następnie do 2014 roku prowadził kluby Volpiano, Cuneo, Juventus U-17, Canavese, Pizzighettone, Chieri oraz młodzieżowe drużyny Modeny i Padovy.

## Sukcesy i odznaczenia

### Sukcesy klubowe
Juventus
- mistrz Włoch: 1980/81
- zdobywca Pucharu Włoch: 1982/83

Pro Vercelli
- mistrz Serie D: 1993/94

### Sukcesy trenerskie
Juventus U-17
- mistrz Campionato Allievi Nazionali: 2005/06